# Alplispitz
Alplispitz är en kulle i Schweiz. Den ligger i distriktet Toggenburg och kantonen Sankt Gallen, i den östra delen av landet, 130 km öster om huvudstaden Bern. Toppen på Alplispitz är 1 245 meter över havet.